# Kishesim
Kishesim (Kišesim, Kišesi, Kišasa, Kišusimai) fou un principat de la frontera oriental d'Assíria situat al nord d'Ellipi, entre aquesta regió i Parsua (més al nord). Dels tres principats més importants al nord d'Ellipi segurament era el més occidental mentre Kharkhar estava a l'est de l'anterior i Araziash al sud de Kisheim, just al nord de la moderna Kermansah. Després fou també província assíria.
El 717 aC Sargon II d'Assíria va imposar el vassallatge a Manna. Després va atacar i matar el rei Ashur-li de Karallu (la població fou deportada a Hamath i el país convertit en província), i va fer fugir al rei Itti d'Allabria que quan fou atrapat fou també deportat a Hamath amb la seva família i un nou rei es va establir a Allabria o Allabra; el districte de Nikshamma amb la ciutat de Shurgadia, el governador de les quals Shepa-sharru, estava revoltat, fou sotmès i agregat a la província assíria de Parsua o Parsuah (també Parshua o Parsuash). Sargon va envair la Mèdia occidental on va derrotar el príncep o governador de Kishesim que tenia un nom assiri (Bel-Shar-usur) segurament perquè la influència assíria a la zona ja tenia uns anys; es va establir el culte assiri i el nom de la ciutat fou canviat a Kar Adar, i es va erigir una estela; la zona fou erigida en província amb capital a Kar Adar i abraçant la major part de Parsua amb els districtes de Bit Sagbat, Bit Khirmani, Bit Umargi i altres ciutats. La ciutat de Kharkhar, el governant de la qual havia estat expulsat, va córrer la mateixa sort i el seu nom va esdevenir Kar-Sharrukin (Ciutat de Sargon) i fou colonitzada per captius i erigida en capital d'una nova província (anomenada Kharkhar). Llavors fins a almenys 28 prínceps medes van anar a Kar-Sahrrukin a retre homenatge a Sargon i portant regals i tributs amb l'esperança de quedar protegits.
La província va restar en poder d'Assíria fins als darrers anys de l'imperi. Fou ocupada pels medes el 615 aC.